# 伯特蘭-切比雪夫定理
伯特蘭-切比雪夫定理說明：若整數{\displaystyle n>3}，則至少存在一個質數{\displaystyle p}，符合{\displaystyle n<p<2n-2}。另一個稍弱說法是：對於所有大於1的整數{\displaystyle n}，存在一個質數{\displaystyle p}，符合{\displaystyle n<p<2n}。
1845年約瑟·伯特蘭提出這個猜想。伯特蘭檢查了2至3×106之間的所有數。1850年切比雪夫證明了這個猜想。拉馬努金給出較簡單的證明，而艾狄胥則借二項式係數給出了另一個簡單的證明。

## 相關定理

### 西爾維斯特定理
詹姆斯·約瑟夫·西爾維斯特證明：{\displaystyle k}個大於{\displaystyle k}的連續整數之積，是一個大於{\displaystyle k}的質數的倍數。

### 艾狄胥定理
艾狄胥證明：對於任意正整數{\displaystyle k}，存在正整數{\displaystyle N}使得對於所有{\displaystyle n>N}，{\displaystyle n}和{\displaystyle 2n}之間有{\displaystyle k}個質數。
他又證明{\displaystyle k=2}、{\displaystyle N=6}時，而且有，其中两個質數分别是4的倍數加1，4的倍數減1。
根據質數定理，{\displaystyle n}和{\displaystyle 2n}之間的質數數目大約是{\displaystyle n \over \ln(n)}。

## 證明
證明的方法是运用反證法，反設定理不成立，然后用两种方法估计{\displaystyle {2n \choose n}}的上下界，得出矛盾的不等式
註：下面的證明中，都假設{\displaystyle p}屬於質數集。

### 不等式1
這條不等式是關於{\displaystyle {2n \choose n}}的下界的。
- 對於正整數{\displaystyle n}，{\displaystyle {2n \choose n}\geq {\frac {4^{n}}{2n}}}

證明 ：
對於 {\displaystyle k\leq 2n} ， {\displaystyle {2n \choose n}\geq {2n \choose k}}
若{\displaystyle k\neq n}，{\displaystyle {2n \choose n}>{2n \choose k}}
因此{\displaystyle 2n{2n \choose n}\geq \sum _{i=1}^{2n}{2n \choose i}+1=2^{2n}=4^{n}}

### 引理1
- {\displaystyle \prod _{k+1<p\leq 2k+1}p\ <4^{k}}

证明：
注意到所有大于 k+1 而小于 2k+1 的质数都在(2k+1)! 中而不在(k+1)! 或 k！ 中，于是{\displaystyle \prod _{k+1<p\leq 2k+1}p} 是{\displaystyle {{2k+1} \choose {k+1}}}的因子。
{\displaystyle \prod _{k+1<p\leq 2k+1}p\quad \left\vert \ {{2k+1} \choose {k+1}}\right.}
同时又有  {\displaystyle 2{{2k+1} \choose {k+1}}={{2k+1} \choose {k+1}}+{{2k+1} \choose {k}}<\sum _{i=0}^{2k+1}{{2k+1} \choose {i}}=2\cdot 4^{k}}
于是就有 {\displaystyle \prod _{k+1<p\leq 2k+1}p\ \ \leq {{2k+1} \choose {k+1}}<4^{k}}

### 定理1
這個定理和{\displaystyle {2n \choose n}}的上界有關。
- 對於所有正整數{\displaystyle n}， {\displaystyle \prod _{p\leq n}p<4^{n}}

數學歸納法：
當{\displaystyle n=2}，2 < 16，成立。
假設對於所有少於{\displaystyle n}的整數，敘述都成立。
顯然，若n>2且n是偶數，{\displaystyle \prod _{p\leq n}p=\prod _{p\leq n-1}p}。对于奇数的n，设n=2k+1。
從引理1和歸納假設可得：
{\displaystyle \prod _{p\leq n}p=\prod _{p\leq 2k+1}p=\prod _{p\leq k+1}p\cdot \prod _{k+1<p\leq 2k+1}p<4^{k+1}\cdot 4^{k}=4^{2k+1}=4^{n}}

### 系理1
首先的定理：
- 若{\displaystyle p}是質數，{\displaystyle n}是整數。設{\displaystyle s}是最大的整數使得{\displaystyle p^{s}|n!} ，則{\displaystyle s=\sum _{i=1}^{\infty }{\lbrack {\frac {n}{p^{i}}}\rbrack }}

下面這些系理和{\displaystyle {2n \choose n}}的上界有關。
若{\displaystyle p}為質數，設{\displaystyle s_{p}}是最大的整數使得 {\displaystyle p^{s_{p}}} 整除 {\displaystyle {2n \choose n}}，則：
{\displaystyle s_{p}=\sum _{i\geq 1}{(\lbrack {\frac {2n}{p^{i}}}\rbrack -2\lbrack {\frac {n}{p^{i}}}\rbrack )}}
對於所有{\displaystyle x>0}，{\displaystyle \lbrack 2x\rbrack -2\lbrack x\rbrack \leq 1}  ，所以
{\displaystyle s_{p}=\sum _{i\geq 1}{(\lbrack {\frac {2n}{p^{i}}}\rbrack -2\lbrack {\frac {n}{p^{i}}}\rbrack )}\leq max\left\{r|p^{r}\leq 2n\right\}}
于是得到三个上界：
1. {\displaystyle p^{s_{p}}\leq 2n}
2. 若 {\displaystyle {\sqrt {2n}}<p} ， {\displaystyle s_{p}\leq 1}
3. 若 {\displaystyle 2n/3<p\leq n}，{\displaystyle s_{p}=0}（因为 2n!  中只有两个 p，在 n! 中恰有一个 p）

### 核心部分
假設存在大於1的正整數{\displaystyle n}，使得沒有質數{\displaystyle p}符合{\displaystyle n<p<2n}。根據系理1.2和1.3：
{\displaystyle {2n \choose n}=\prod _{p\leq 2n}p^{s_{p}}=\prod _{p\leq 2n/3}p^{s_{p}}\leq \prod _{p\leq {\sqrt {2n}}}p^{s_{p}-1}\cdot \prod _{p\leq 2n/3}p}
再根據系理1.1和定理1：
{\displaystyle {2n \choose n}\leq } 上式最右方 {\displaystyle <(2n)^{{\sqrt {2n}}/2-1}\cdot 4^{2n/3}}
結合之前關於{\displaystyle 2n \choose n}的下界的不等式1：
{\displaystyle (2n)^{-1}4^{n}<{2n \choose n}<(2n)^{{\sqrt {2n}}/2-1}\cdot 4^{2n/3}}
{\displaystyle 4^{n}<(2n)^{{\sqrt {2n}}/2}\cdot 4^{2n/3}}
{\displaystyle 4^{2n/3}<(2n)^{\sqrt {2n}}}
兩邊取2的對數，并设{\displaystyle x={\sqrt {2n}}}：
{\displaystyle x\ln 2-3\ln x<0}。
顯然{\displaystyle x\geq 16}，即{\displaystyle n\geq 128}時，此式不成立，得出矛盾。
因此{\displaystyle n\geq 128}時，伯特蘭—切比雪夫定理成立。
再在{\displaystyle n<128}時驗證這個假設即可。

## 外部連結
- Some Problems of Combinatorial Number Theory Related to Bertrand's Postulate（页面存档备份，存于）, Lawrence E. Greenfield